# Cazères-sur-l'Adour
Cazères-sur-l'Adour là một xã trong tỉnh Landes ở Aquitaine tây nam nước Pháp

## Biến động dân số
| Năm | 1962 | 1968 | 1975 | 1982 | 1990 | 1999 | 2006  |
| --- | ---- | ---- | ---- | ---- | ---- | ---- | ----- |
| Dân số | 676  | 766  | 777  | 815  | 873  | 862  | 1 132 |
| From the year 1962 on: No double counting—residents of multiple communes (e.g. students and military personnel) are counted only once. |      |      |      |      |      |      |       |

1. ↑  Cazères-sur-l'Adour sur le site de l'Insee